# Nur Suryani Mohd Taibi
Pour les articles homonymes, voir Taibi.
Nur Suryani Mohd Taibi, née le 24 septembre 1982, est une tireuse sportive malaisienne. Elle participe aux JO de Londres 2012 en étant enceinte de huit mois.